# Camponotus nipponensis
Camponotus nipponensis är en myrart som beskrevs av Santschi 1937. Camponotus nipponensis ingår i släktet hästmyror, och familjen myror. Inga underarter finns listade.